# Перлин, Владимир Павлович
Влади́мир Па́влович Пе́рлин (род. 1 марта 1942, Фрунзе) — советский и белорусский виолончелист, дирижёр и педагог. Профессор Белорусской государственной академии музыки, заслуженный артист Республики Беларусь (1992).

## Биография
Владимир Павлович Перлин родился 1 марта 1942 года в городе Фрунзе, когда родители бежали из блокадного Ленинграда.
Мать, Бетти Борисовна Фидлон (1919—2001), входила в число особо одарённых детей. С пяти лет сочиняла музыку, уже в 13 лет поступила в Белорусскую государственную консерваторию им. Луначарского, а через 4 года в Ленинградскую консерваторию сразу на три отделения: композиторское, вокальное и фортепианное.
Отец, Павел Григорьевич Перлин (1918—2002), окончил Ленинградский политехнический институт. Долгое время считался сыном врага народа, Григория Александровича Перлина, который находился в ссылке по обвинению в причастности к убийству Кирова. Реабилитирован в 1956 году.
После окончания войны возвращение в Ленинград было невозможным, и в 1949 году семья переехала в Минск. Следуя традиции своей семьи, но вопреки желанию сына, Бетти Борисовна отдала семилетнего Володю в среднюю специальную музыкальную школу при Белорусской государственной консерватории им. Луначарского. Первые годы обучения были весьма трудными, отношения с виолончелью и музыкой не складывались:

Дитя войны, кем я хотел быть! Героем-летчиком, а не носить виолончель. Так что по пути на занятия перебрасывал инструмент через все попадающиеся на пути заборы. Можете представить, что я приносил в класс….
— «Белорусская газета»
Тогда Владимир Перлин ещё не знал, что мать отдала его в эту профессию в память о своём отце, Борисе Яковлевиче Фидлоне (1886—1941) — виолончелисте и основателе этого учебного заведения.

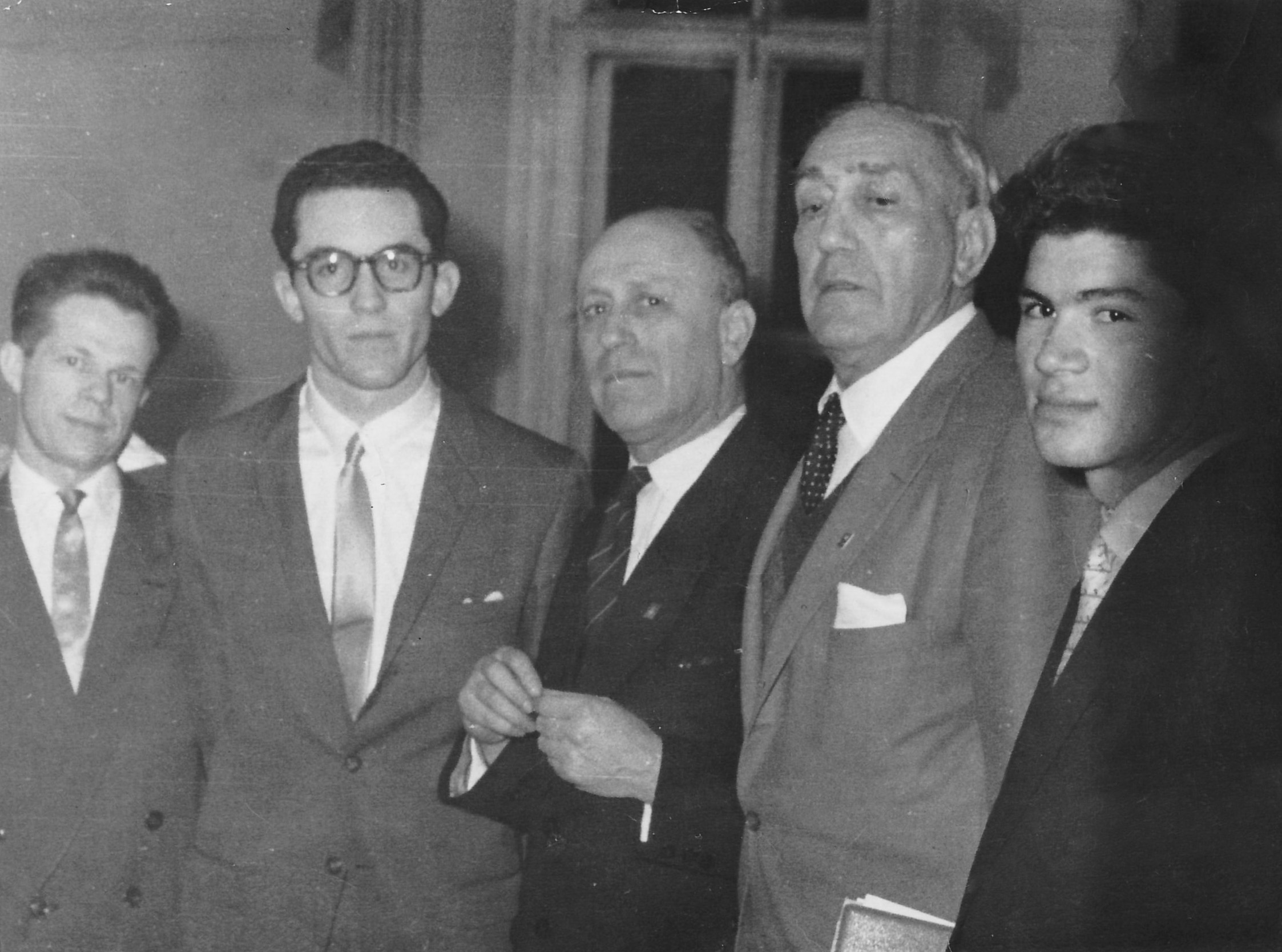
Конкурс Чайковского, весна 1962 г. Н.Щербаков, Д.Дэвис, А. П. Стогорский, Г. П. Пятигорский, В. П. Перлин

После окончания школы Владимира Перлина брал к себе в класс Мстислав Ростропович, но 17-летний юноша не стал переезжать в Москву, а поступил в Белорусскую консерваторию в класс профессора Александра Павловича Стогорского. Именно он сыграл решающую роль в становлении личности Владимира Перлина как музыканта. Профессор влюбил его в виолончель и поэзию, подтолкнул к самообразованию, открыл новый мир, магическую силу музыки.
В 19 лет Владимир Перлин начал работать концертмейстером эстрадно-симфонического оркестра Гостелерадио Белорусской ССР под руководством Бориса Райского. В 1964 году одержал победу на национальном конкурсе музыкантов-исполнителей среди всех специальностей (скрипка, виолончель, фортепиано). После окончания консерватории в 1965 году Владимир Перлин был призван на армейскую службу во вторую музыкальную роту 34-го мотострелкового полка в Уручье, где служил вместе с такими личностями, как Владимир Мулявин, Юрий Корсак, Станислав Гайдук, Юрий Веденеев, Аскольд Сухин, Семён Подокшин и др. Год спустя Владимира Перлина пригласили в ансамбль Северной группы войск (1967—1971), а спустя несколько лет музыкальным руководителем ансамбля Южной группы войск (1978—1982).
В 1979 году, как музыкальный руководитель, получал присуждённую ансамблю премию Ленинского комсомола.
В 1971 году вернулся в среднюю специальную музыкальную школу при Белорусской консерватории им. Луначарского (Республиканская гимназия-колледж при БГАМ) в качестве педагога по классу виолончели и камерного ансамбля, а также председателя предметно-цикловой комиссии альта, виолончели и контрабаса, кем и работает по сей день. Его мастерклассы проводятся в Бельгии, Нидерландах, Германии, Франции, Испании, США и России. С 2018 года Владимир Перлин является одним из основных преподавателей по классу виолончели в Musica Mundi School, Бельгия.
В 1999 году французский режиссёр Доминик Перно сняла документальный фильм о Владимире Перлине и его классе, который был удостоен международных наград и транслировался по телевидению во многих странах мира.
А в 2003 году за весомый вклад в дело музыкального образования, по решению правительства Франции Владимиру Перлину был присвоен ранг «офицера» ордена Академических пальм.

## Педагогическая деятельность
Первый педагогический опыт подтолкнул Владимира Перлина серьёзно заняться самообразованием. С целью усовершенствования педагогического мастерства, того, как раскрыть творческий потенциал детей, увлечь и влюбить их в инструмент и музыку, он отправился в Москву и посещал уроки лучших преподавателей ЦМШ: Евгения Тимакина, Татьяны Кестнер, Анаиды Сумбатян, Анны Артоболевской, Александра Федорченко, Веры Бириной и др.
Шли годы, и в классе Владимира Перлина начали появляться первые в истории Белоруссии победители всесоюзных и международных конкурсов, обладатели гран-при, лауреаты юношеского и взрослого конкурса им. П. И. Чайковского. Концерты его класса устраивались на таких площадках, как зал им. Корто (Париж), Концертгебау (Амстердам) и пр. Владимир Перлин стал первым белорусским педагогом, которого Иветта Воронова пригласила для участия в международной благотворительной программе «Новые имена».
За годы работы из класса В.Перлина вышла целая плеяда талантливых музыкантов мирового уровня, самые известные из которых: Иван Каризна, Алексей Киселёв, Микаэл Самсонов, Александр Храмушин, Георгий Анищенко, Владимир Синькевич, Александр Багринцев, Аркадий Кучинский, Кирилл Злотников, Илья Лапорев.

### Концертный оркестр
В 1988 году Владимир Павлович организовал Концертный оркестр колледжа, который и сейчас успешно существует под его руководством. Дебют детского коллектива состоялся в 1990 году в рамках фестиваля «Русская зима» в Рахманиновском зале Московской консерватории. Сотрудничая с благотворительными организациями «Детям Чернобыля» в течение 10 лет оркестр успешно выступал с концертами во многих городах Германии. С тех пор на счету Концертного оркестра более 1000 концертов в Германии, Польше, Франции, Бельгии, Великобритании, Бахрейне, ОАЭ, Катаре и др. В 1994 году во время гастролей в Англии, студия «Bridge Records» записала и подарила оркестру их первый компакт-диск. В 1996 оркестр принял участие в международном музыкальном фестивале в городе Бат (Англия), где его выступление транслировалось по телеканалу BBC. Выступления концертного оркестра отличаются богатым и разнообразным репертуаром, отвечающим музыкальным вкусам и пристрастиям как самой взыскательной публики, так и тех, кто делает первые шаги в знакомстве с творением композиторов: от Баха и Моцарта до Чайковского, Пьяццолы, Кальмана и Уэббера.

## Фильмы
- «Прелюдия» — режиссёр Ольга Морокова, 1993
- «На каждый звук есть эхо на земле…» — режиссёр Михаил Ждановский, Белорусский видеоцентр, 1995
- «Une autre vie» — режиссёр Доминик Перно, 1999[5]

## Ордена и звания
- Заслуженный артист Республики Беларусь (23 сентября 1992 года) — за заслуги в пропаганде белорусского музыкального искусства[8]
- Орден Франциска Скорины (19 апреля 2012 года) — за многолетнюю плодотворную работу, достижение высоких производственных показателей, большой личный вклад в совершенствование правовой системы республики, образцовое исполнение служебных обязанностей, заслуги в воинской службе, развитии здравоохранения, социальной защиты населения, энергетической системы, науки, культуры, образования, сферы обслуживания и спорта[9]
- Офицер ордена Академических Пальм (Франция, Officier dans l’Ordre des Palmes Académiques, 2003)
- Командор ордена Искусств и литературы (Франция, Commandeur dans L’Ordre des Arts et des Lettres, 2013)
- Кавалер ордена Искусств и литературы (Франция, Chevalier dans L’Ordre des Arts et des Lettres)
- Почётная грамота Совета Министров Республики Беларусь (1 декабря 2015 года) — за многолетнюю плодотворную деятельность по воспитанию молодых одарённых музыкантов, значительный вклад в развитие музыкального искусства Беларуси[10]